# هنري مارس
هنري مارس هو سياسي كندي، ولد في 14 ديسمبر 1863، وتوفي في 20 يونيو 1917 بمدينة لونينبورج في كندا. حزبياً، نشط في الحزب الليبرالي في نوفا سكوشا ‏.